# Guardas Patrióticos (Romênia)

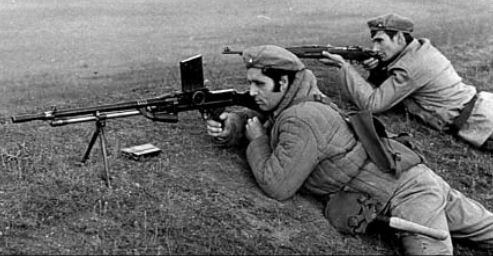
Os Guardas Patrióticos eram frequentemente equipados com armas da Segunda Guerra Mundial. O guarda em primeiro plano está usando um ZB vz. da Tchecoslováquia. 30.

Os Guardas Patrióticos (em romeno:  Gărzile Patriotice) foram formações paramilitares na República Socialista da Romênia de 1968 a 1989.
A Guarda Patriótica foi formada sob Nicolae Ceaușescu como uma força armada sob o controle direto do Partido Comunista Romeno para fornecer defesa e apoio adicionais no caso de uma invasão da Romênia. Os membros incluíam homens, mulheres e adolescentes desde a idade do ensino fundamental, com um pico de aproximadamente 700.000 membros em toda a Romênia em 1989.

## História
A Guarda Patriótica foi formada em 1968 depois que Nicolae Ceaușescu, o Secretário-Geral do Partido Comunista Romeno e Presidente do Conselho de Estado, fez o discurso de 21 de agosto em Bucareste condenando a invasão da Tchecoslováquia pelo Pacto de Varsóvia durante a Primavera de Praga, conduzida pela União Soviética, a República Popular da Polônia, a República Popular da Bulgária e a República Popular da Hungria. A Romênia era membro do Pacto de Varsóvia, mas não participou da invasão, pois Ceaușescu tentou seguir uma linha política independente dos soviéticos. Ceaușescu apelou ao antissoviétismo dentro da população romena para pedir resistência contra a ameaça percebida de uma invasão soviética semelhante contra a própria Romênia. Os temas nacionalistas romenos que ele usou tiveram efeito imediato em reunir grandes parcelas do público, que começou a se organizar e se armar sob a direção do Partido Comunista Romeno (PCR). Organizações paramilitares semelhantes sob controle direto do partido no poder já existiam em muitos outros países do Bloco Oriental. Embora a ameaça de invasão tivesse acabado no final de 1968, a Guarda Patriótica continuou sendo uma característica da estrutura comunista da Romênia. Eles se tornaram uma adição permanente ao Exército Popular Romeno, e o treinamento obrigatório foi introduzido para homens e mulheres jovens. Para os estudantes universitários, isso significava que horas do currículo eram reservadas para exercícios de tiro e outros cursos de treinamento. Logo, eles foram duplicados por exigências adicionais para trabalho nos campos, que também eram exigidas de alunos do ensino médio e fundamental, bem como de seus professores.

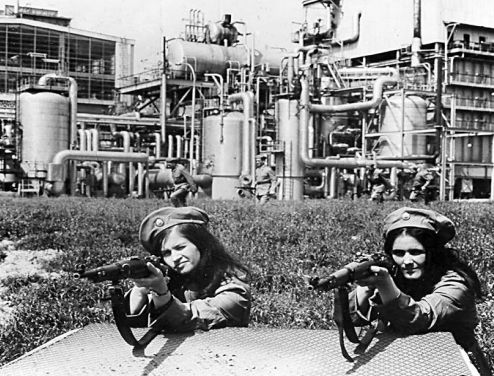
Jovens mulheres da Guarda Patriótica posando com fuzis ao lado de um complexo industrial. Esperava-se que os guardas defendessem a infraestrutura da Romênia em caso de guerra.

Os Guardas Patrióticos, não mais apoiados pelo entusiasmo como tinham sido no final da década de 1960 e início da década de 1970, ainda eram a linha básica de defesa contra invasões projetadas. A ameaça representada por este último pareceu aumentar à medida que o regime de Ceaușescu mergulhava no isolamento, especialmente depois de perder o apoio do Bloco Ocidental em meados da década de 1980. A partir desse momento, a Guarda Patriótica passou a fazer parte do aparato estatal de repressão política contra seu próprio povo. Na década de 1980, o comunismo romeno assumiu uma forma militarizada quando Ilie Ceaușescu, general do Exército Popular Romeno e irmão de Nicolae, resumiu os novos traços em sua Istoria militară a poporului român ("A História Militar do Povo Romeno"). O trabalho (que logo se tornou dogma oficial) argumentava que os romenos sempre tiveram o maior exército permanente. Ele consistentemente escolheu somar toda a população presente em armas. Isso constituiu uma mensagem para o futuro, já que o regime havia estabelecido uma forte conexão com a Romênia em todas as formas anteriores. Assim, a ideologia por trás da formação da Guarda Patriótica foi traduzida como a doutrina militar da Guerra de Todo o Povo, inspirada na doutrina da Defesa Total do Povo na Iugoslávia. Este conceito exagerado de "cidadão-soldado" procurava incluir todos os romenos com potencial para serem mobilizados. No final da década de 1980, formações da Guarda Patriótica foram organizadas em quase todos os assentamentos e locais de trabalho do país.
Em dezembro de 1989, durante a Revolução Romena das Revoluções de 1989, Ceaușescu tentou mobilizar a Guarda Patriótica contra os manifestantes antigovernamentais. No entanto, o ritmo dos acontecimentos e a amplitude da hostilidade ao seu regime superaram esse plano. Muitos membros da Guarda Patriótica, que como a maioria dos outros romenos estavam fartos das políticas econômicas fracassadas de Ceauşescu e sofriam com o declínio dos padrões de vida, juntaram-se aos manifestantes. O exemplo mais notável ocorreu em Timișoara, onde vários milhares de combatentes dos condados de Olt e Dolj foram trazidos de trem para reprimir as "manifestações agressivas" a pedido do PCR. Muitos guardas não desceram do trem em Timișoara, e aqueles que o fizeram começaram a confraternizar com os manifestantes em vez de reprimi-los. À medida que a Revolução avançava e Ceaușescu era derrubado, a Guarda Patriótica efetivamente deixou de existir.

## Organização

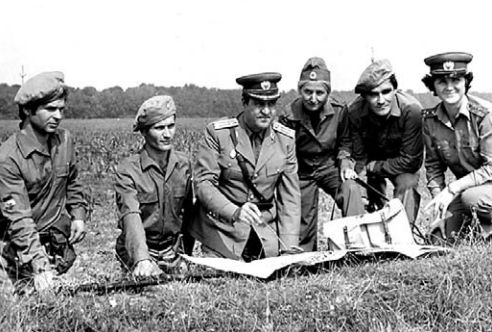
Guardas Patrióticos durante um exercício de treinamento. As formações paramilitares foram treinadas para adotar táticas de guerrilha.

A Guarda Patriótica era uma organização de segurança pública abrangente, cujas funções incluíam policiamento civil normal, combate a incêndios e uma grande força de "Milícia Popular". Durante a guerra, ele forneceria segurança na retaguarda, reforçaria as forças terrestres regulares e operaria como guerrilha contra as forças invasoras caso suas áreas fossem invadidas.
A Guarda Patriótica contava com cerca de 700.000 cidadãos em 1989, entre homens e mulheres. De acordo com a doutrina da "Guerra de Todo o Povo", a Guarda Patriótica era uma organização combinada de defesa territorial ou guarda nacional e defesa civil. Eles trabalharam em estreita colaboração com o Ministério da Defesa Nacional, mas estavam diretamente subordinados ao PCR e sua União da Juventude Comunista. Confiando mais em cidadãos comuns do que em militares profissionais, a Guarda Patriótica serviu como um potencial contrapeso ou controle do poder e da influência das forças armadas regulares.
Em 1989, a Guarda Patriótica foi organizada em unidades do tamanho de companhias e pelotões em quase todos os condados (judet), municípios, cidades, vilas e empreendimentos industriais ou agrícolas. Sob o comando do Primeiro Secretário do aparelho local de PCR, eles conduziram treinamento básico e de atualização em manuseio de armas portáteis, demolição, disparos de morteiros e lança-granadas e táticas de pequenas unidades. Em tempos de guerra, eles eram responsáveis pela defesa antiaérea local, fornecendo alertas antecipados de ataques aéreos, defendendo centros populacionais e elementos importantes da infraestrutura nacional e conduzindo trabalhos de engenharia civil conforme necessário para restabelecer a produção militar essencial após um ataque. Eles realizariam reconhecimento e atacariam os flancos e áreas de retaguarda do inimigo, combateriam unidades aerotransportadas e forças especiais que penetrassem profundamente na Romênia e montariam operações de resistência contra as forças de ocupação. Mantendo sua imagem de guerrilha, os Guardas Patrióticos usavam uniformes simples, sem insígnias ou distintivos de patente.